# Núi Đinh
Núi Đinh là một ngọn núi nằm ở phía Đông Bắc của thành phố Vĩnh Yên, cách trung tâm thành phố 5 km. Chân núi nằm ở cây số 5 . Núi không cao lắm nhưng có độ dốc lớn; theo bản đồ quân sự thì nó là điểm cao 142 mét. Đứng ở trên đỉnh núi có thể thấy được nó nằm trên đường thẳng nối giữa Ba Vì và Tam Đảo, là núi cao nhất nằm giữa hai núi này. Cây trên núi là thông và keo.
Xung quanh núi là các doanh trại quân đội và trường bắn. Ngày trước, quân đội Tưởng Giới Thạch đóng ở dưới chân núi đã đào hầm và công sự kiên cố trong lòng núi và các núi xung quanh mà bây giờ vẫn còn. Bên trong các hầm này có từng phòng riêng biệt và bể nước rất lớn. Một số đã bị lấp, một số vẫn có thể vào được.